# 盧默龍屬
盧默龍屬（屬名：Romeria）是種早期、原始爬行動物，屬於大鼻龍科，化石發現美國德州的二疊紀早期地層。
正模標本（編號MCZ 1480）是一個保存良好的頭顱骨，發現於德州的阿徹城組（Archer City Formation）地層，地質年代約2億9900萬到2億9460萬年前，相當於二疊紀早期的阿瑟爾期到烏拉爾期。在1937年，古生物學家Llewellyn Ivor Price敘述、命名這個化石，模式種是德州盧默龍（R. texana）。
之後在阿徹城組的另一個挖掘地點，發現另一個保存良好的頭顱骨（編號MCZ 1963）。在1973年，這個化石被命名為第二個種，原始盧默龍（R. prima）。